# Moravamminidae
Moravamminidae es una familia de foraminíferos bentónicos de la superfamilia Moravamminoidea, del suborden Fusulinina y del orden Fusulinida. Su rango cronoestratigráfico abarca desde el Givetiense (Devónico medio) hasta el Frasniense (Devónico superior).

## Clasificación
Moravamminidae incluye a las siguientes subfamilias y géneros:
- Kettnerammina †
- Moravammina †
- Saccorhina †

Otro género considerado en Moravamminidae es:
- Litya †, aceptado como Moravammina